# Język gondi
Język gondi (Gōndi) – język drawidyjski używany przez Adiwasich z plemienia Gondów w środkowych Indiach. Według danych z 2011 r. wszystkimi odmianami gondi posługuje się 2,9 mln ludzi.
W klasyfikacji Ethnologue stanowi tzw. makrojęzyk, w ramach którego wyróżniono trzy języki gondi. W 1997 r. odnotowano, że gondi północny ma blisko 2 mln użytkowników. W 2015 r. odmiany adilabad i aheri liczyły kolejno 300 tys. i 150 tys. mówiących.
Nie posiada pisanej literatury, lecz ustna tradycja literacka (opowieści, pieśni weselne) jest bardzo bogata. Zapisywany bywa pismem dewanagari lub telugu.